# Podział administracyjny Kościoła katolickiego w Liberii
Podział administracyjny Kościoła katolickiego w Liberii – w ramach Kościoła katolickiego w Liberii funkcjonuje obecnie jedna metropolia, w której skład wchodzi jedna archidiecezja i dwie diecezje. 
Jednostki administracyjne Kościoła katolickiego obrządku łacińskiego w Liberii:

## Metropolia Monrovia
- Archidiecezja Monrovii
  - Diecezja Cape Palmas
  - Diecezja Gbarnga